# Rovaniemen Palloseura
El Rovaniemen Palloseura, també conegut com a RoPS, és un club de futbol finlandès de la ciutat de Rovaniemi. És un dels clubs situat més al nord del futbol europeu.

## Palmarès
- Copa finlandesa de futbol (1): 
  - 1986

## Futbolistes destacats
- Stuart Douglas (2004)
- Malcolm Dunkley (1989-??)
- Lee Jenkins (1980's)
- Steven Polack (1984-94)
- Abeiku Adams (2007-08)
- Jari Ilola
- Ismo Lius
- Kimmo Tauriainen
- Pasi Tauriainen
- Vesa Tauriainen
- Ari Tegelberg
- Jani Viander
- Dejan Godar